# Nhà hát Wojciech Bogusławski ở Kalisz

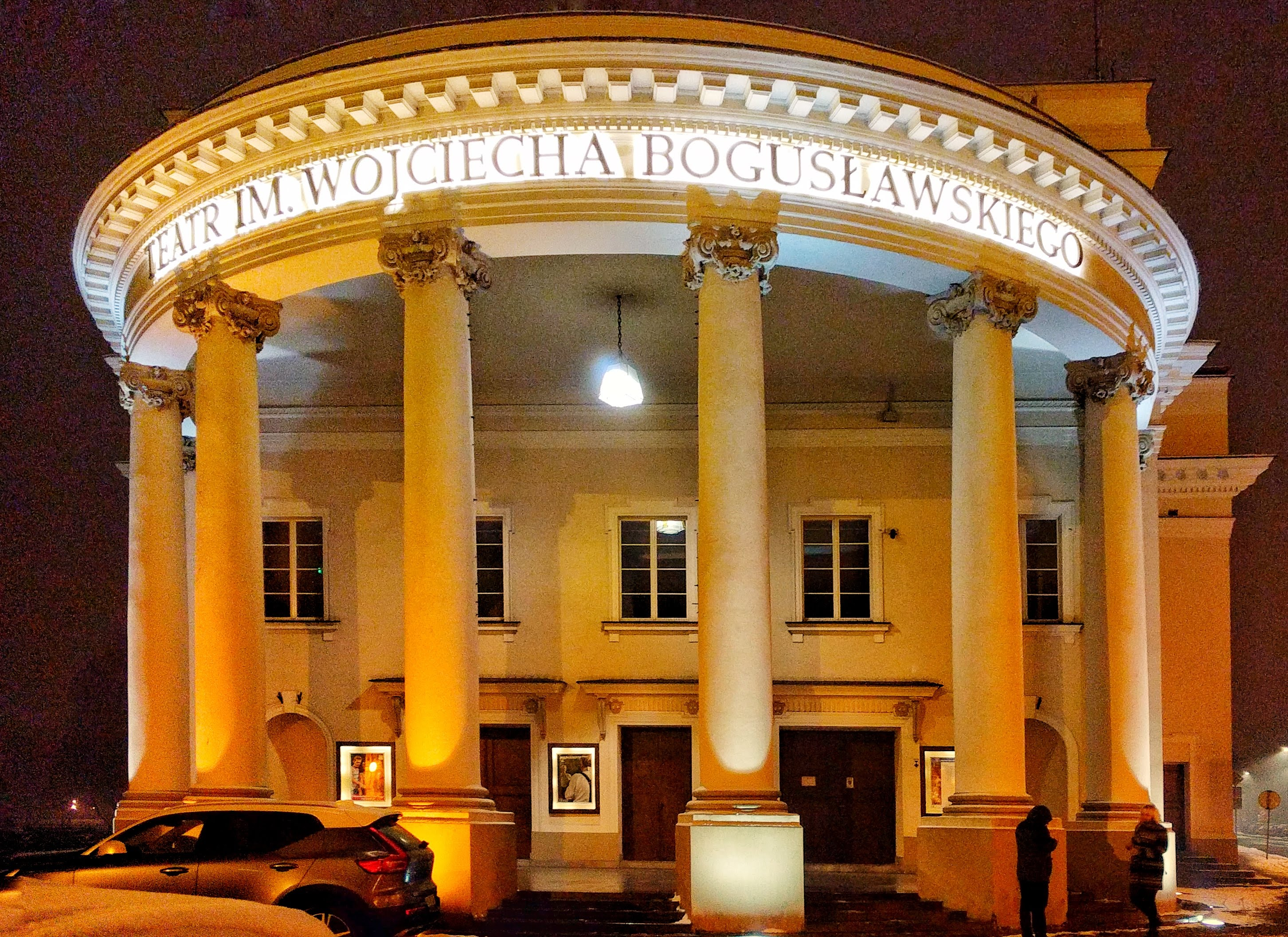
Nhà hát Wojciech Bogusławski tại Quảng trường Bogusławskiego, Kalisz (2019)

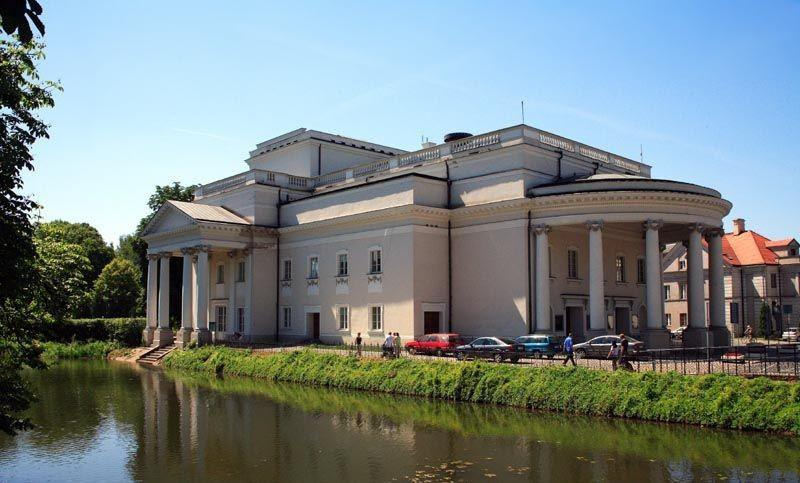
Nhà hát (2006)

Nhà hát Wojciech Bogusławski ở Kalisz (tiếng Ba Lan: Teatr im. Wojciecha Bogusławskiego w Kaliszu, viết tắt: TWB) là một trong những nhà hát nổi tiếng và lâu đời nhất ở Ba Lan, tọa lạc ở số 1 Quảng trường Bogusławskiego, thành phố Kalisz, và bắt đầu hoạt động từ năm 1801. Tên gọi Nhà hát được đặt theo tên nhà sáng lập kể từ năm 1936.

## Lịch sử
Nhà hát Wojciech Bogusławski gắn liền với một dòng lịch sử lâu dài:
- Nghệ sĩ đa tài huyền thoại người Ba Lan - Wojciech Bogusławski sáng lập một tòa Nhà hát bằng gỗ vào năm 1801.
- Sau năm 1830, một nhà hát kiên cố hơn được xây dựng lại, nhưng không may bị thiêu rụi trong một trận hỏa hoạn vào năm 1858.
- Trong hơn 40 năm tiếp theo, các buổi biểu diễn buộc phải diễn ra ở nhiều nơi, chẳng hạn trong một trường dạy cưỡi ngựa hay một sân khấu tạm bợ khác.
- Trong giai đoạn 1896–1900, một Nhà hát mang phong cách Tân Phục hưng được xây dựng theo thiết kế của Józef Chrzanowski.[6] Tòa nhà bị người Đức thiêu rụi vào năm 1914.
- Nhà hát như hiện nay do kiến trúc sư người Ba Lan Czesław Przybylski thiết kế và được xây dựng trong giai đoạn 1920-1936.[5]
- Nhà hát Wojciech Bogusławski có tên trong danh sách di tích vào năm 1979.[7]

## Giám đốc Nhà hát
| Giám đốc Nhà hát Wojciech Bogusławski ở Kalisz (Từ năm 1957) | Giám đốc Nhà hát Wojciech Bogusławski ở Kalisz (Từ năm 1957) |
| ------------------------------------------------------------ | ------------------------------------------------------------ |
| 1957–1963                                                    | Tadeusz Kubalski                                             |
| 1964-1970                                                    | Alina Obidniak                                               |
| 1970–1973                                                    | Izabella Cywińska                                            |
| 1973-1974                                                    | Zbigniew Bebak                                               |
| 1974–1977                                                    | Andrzej Wanat                                                |
| 1977–1980                                                    | Waldemar Wilhelm                                             |
| 1980–1982                                                    | Roman Próchnicka                                             |
| 1982–1991                                                    | Maciej Grzybowski                                            |
| 1991–1994                                                    | Zbigniew Lesień                                              |
| 1994–1998                                                    | Jan Buchwald                                                 |
| 1998–2001                                                    | Jan Nowara                                                   |
| 2001–2007                                                    | Robert Czechowski                                            |
| 2007–2014                                                    | Igor Michalski                                               |
| 2014-2017                                                    | Magda Grudzińska                                             |
| Từ năm 2017                                                  | Bartosz Zaczykiewicz                                         |

## Diễn viên
| Một số diễn viên sân khấu tên tuổi của Nhà hát (hiện nay và quá khứ) | Một số diễn viên sân khấu tên tuổi của Nhà hát (hiện nay và quá khứ) |
| -------------------------------------------------------------------- | -------------------------------------------------------------------- |
| Thời gian                                                            | Diễn viên                                                            |
| Hiện nay                                                             | Lech Wierzbowski (từ năm 1986)                                       |
| Hiện nay                                                             | Ewa Kibler (từ năm 1989)                                             |
| Hiện nay                                                             | Dariusz Sosiński (từ năm 1996)                                       |
| Hiện nay                                                             | Zbigniew Antoniewicz (từ năm 1996)                                   |
| Hiện nay                                                             | Kama Kowalewska (từ năm 1999)                                        |
| Hiện nay                                                             | Izabela Wierzbicka (từ năm 2002)                                     |
| Hiện nay                                                             | Wojciech Masacz (từ năm 2004)                                        |
| Hiện nay                                                             | Michał Grzybowski (từ năm 2007)                                      |
| Hiện nay                                                             | Marcin Trzęsowski (từ năm 2007)                                      |
| Hiện nay                                                             | Izabela Beń (từ năm 2008)                                            |
| Hiện nay                                                             | Dawid Lipiński (từ năm 2015)                                         |
| Hiện nay                                                             | Natasza Aleksandrowitch (từ năm 2015)                                |
| Hiện nay                                                             | Łukasz Kaczmarek (từ năm 2016)                                       |
| Hiện nay                                                             | Jakub Łopatka (từ năm 2017)                                          |
| Hiện nay                                                             | Aleksandra Pałka (từ năm 2017)                                       |
| Hiện nay                                                             | Lech Zuchowicz (từ năm 2017)                                         |
| Quá khứ                                                              | Krzysztof Chamiec (1954–1955)                                        |
| Quá khứ                                                              | Michał Chorosiński (1999–2000)                                       |
| Quá khứ                                                              | Antonina Girycz (1960–1961)                                          |
| Quá khứ                                                              | Dorota Kolak (1980–1982)                                             |
| Quá khứ                                                              | Halina Kowalska (1966–1967)                                          |
| Quá khứ                                                              | Janusz Michałowski (1969–1973)                                       |
| Quá khứ                                                              | Cezary Morawski                                                      |
| Quá khứ                                                              | Henryk Talar (1970–1973)                                             |
| Quá khứ                                                              | Halina Łabonarska (1970–1973)                                        |
| Quá khứ                                                              | Józef Łodyński (1954–1957)                                           |